# Edgaras Kovaliovas
Edgaras Kovaliovas, né le 25 février 1989 à Vilnius, est un coureur cycliste lituanien.

## Palmarès
- 2006
  - 3e du Trophée des Flandres
- 2007
  - 2eb étape de Liège-La Gleize
  - 2e de Liège-La Gleize
- 2010
  - 3e étape du Tour d'Eure-et-Loir (contre-la-montre par équipes)
- 2014
  - 3e étape de la XSports Kauss Cup
- 2021
  - 2e de la Coupe de Lituanie

## Classements mondiaux
| Année                                 | 2008 | 2009 | 2010 | 2011 | 2012 | 2013 | 2014 | 2015 | 2016 | 2017  | 2018  | 2019  | 2020  | 2021 | 2022  |
| ------------------------------------- | ---- | ---- | ---- | ---- | ---- | ---- | ---- | ---- | ---- | ----- | ----- | ----- | ----- | ---- | ----- |
| Classement mondial                    |      |      |      |      |      |      |      |      | nc   | 2425e | 2594e | 2172e | 1550e | 906e | 1307e |
| UCI Europe Tour                       | 636e | nc   | 900e | 775e | nc   | nc   | 989e | nc   | nc   | 1601e | 1732e | 1408e | 1154e | 694e | 907e  |
| UCI America Tour                      | 122e | nc   | nc   | nc   | nc   | nc   | nc   | nc   | nc   | nc    | nc    |       |       |      |       |
|                                       |      |      |      |      |      |      |      |      |      |       |       |       |       |      |       |
| Légende : nc = non classéSource : UCI |      |      |      |      |      |      |      |      |      |       |       |       |       |      |       |